# NGC 3562
NGC 3562 é uma galáxia elíptica (E) localizada na direcção da constelação de Draco. Possui uma declinação de +72° 52' 45" e uma ascensão recta de 11 horas, 12 minutos e 58,4 segundos.
A galáxia NGC 3562 foi descoberta em 3 de Abril de 1785 por William Herschel.